# ياري بيدرسن
ياري بيدرسن (بالدنماركية: Jari Pedersen)‏ (2 سبتمبر 1976 - ) هو لاعب كرة قدم دانمركي في مركز الهجوم. لعب مع نادي أوبه.

## وصلات خارجية
- ياري بيدرسن على موقع قاعدة بيانات كرة القدم.إي يو (الإنجليزية)